# Xian d'Anji
Le xian d'Anji (安吉县 ; pinyin : Ānjí Xiàn) est un district administratif de la province du Zhejiang en Chine. Il est placé sous la juridiction administrative de la ville-préfecture de Huzhou.
Le site de la ville de Dipu (Dipu Chengzhi 递 铺 城 址), le col de Dusong, l'ancien chemin de poste (Dusongguan il gu Yidao 独 松 关 和 古 驿道), et les murs de la vieille ville de Ancheng (Ancheng chengqiang 安 城 城墙) sont sur la liste des monuments de la république populaire de Chine.
Le comté, longtemps enclavé, est désormais accessible par autoroute : 1 h pour Hangzhou ou Huzhou, 3 h pour Shanghai, Nanjing, Ningbo ou Suzhou.

## Démographie
La population du district était de 447 166 habitants en 1999.

## Écologie
Les bambouseraies sont la principale ressource du district : 12 millions de tiges de bambou par an.
Le thé blanc est également réputé (dont le Dragon Well).
La politique résolument anti-pollution des autorités locales favorise les industries propres, à base de bambou : artisanat, matériau de construction...
En 2001, le xian recevait déjà 1,4 million de touristes : Ecological Tour, International Network for Bamboo and Rattan, Huxi Ecological Park.